# Ведлозерский район
Ведлозерский район — административно-территориальная единица в составе Карельской АССР и Карело-Финской ССР, существовавшая в 1935—1955 годах. Центром района было село Ведлозеро.
Ведлозерский район был образован в 1935 году в составе Карельской АССР из 11 сельсоветов Пряжинского района и 3 сельсоветов Олонецкого района.
По данным переписи 1939 года в Водлозерском районе проживало 9285 чел., в том числе 90,5 % — карелы, 7,7 % — русские.
С 15 августа 1952 по 23 апреля 1953 года район входил в состав Петрозаводского округа.
В 1956 году Ведлозерский район был упразднён, а его территория разделена между Олонецким районом (Тигвозерский сельсовет) и Пряжинским районом (остальная территория).